# Битка за Соломонова острва
Битка за Соломонова острва била је једна од најтежих кампања Пацифичког ратишта у Другом светском рату. Вођена од 7. августа 1942. до краја 1943, битка за Соломонова острва обухвата битку за Гвадалканал и кампању за освајање централних Соломонових острва. Завршена је победом савезника.

## Позадина

### Супротстављене снаге
После пораза код Мидвеја (јуна 1942), Јапанци су почели да ужурбано консолидују освојено подручје: послебну пажњу поклопнили су јужном Пацифику. Зато су у тој области држали 17. армију, 11. ваздухопловну армију, 8. поморску флоту и специјалне морнаричке десантне јединице. Да би учврстили контролу над Соломоновим острвима, у јулу су на острву Гвадалканалу почели да граде аеродром, а на Новој Гвинеји, после искрцавања на североисточну обалу, покушали да копненим путем продру до Порт Морзбија и заузму га. Кључни положај у систему одбране освојеног југоисточног подручја имао је Рабаул на Новој Британији, који је изграђен у јаку поморску и ваздухопловну базу (5 аеродрома) и упориште са око 100.000 војника. Међутим, одржавање и обезбеђење саобрађаја између метрополе и удаљених поседа на Пацифику постајало је за Јапан све озбиљнији проблем. Тонажа трговачких бродова, с којом је ушао у рат (6.2 милиона БРТ), није могла да задовољи повећане потребе, а годишњи прираст од око 260.000 БРТ није био довољан да покрије губитке који су непрестано расли.
Америчка команда је у почетку рата на Пацифику планирала да главнину снага усмери на рат у Европи, док би на Пацифик биле упућене само најнужније снаге за одбрану Аустралије и Новог Зеланда. Против овог пасивног и дефанзивног плана (Прво Европа) иступали су амерички заповедници на Пацифику, адмирал Честер Нимиц и генерал Даглас Макартур, који су се залагали за савезничку противофанзиву. Због брзог напредовања Јапанаца, који су се после освајања Холандске Источне Индије нашли надомак Аустралије, у априлу 1942. почело је упућивање знатних снага САД у област југозападног и јужног Пацифика, а враћене су и аустралијске дивизије из Африке. До средине 1942. америчке, аустралијске и новозеландске трупе запоселе су острва јужног Пацифика у суседству острва која су била у рукама Јапанаца. До августа 1942. САД су пребациле у централни, јужни и југозападни Пацифик 256.346 војника и 2.5 милиона тона ратног материјала, а убрзано су грађени аеродроми у северном делу Аустралије и на острвима јужног Пацифика. Када су из Атлантика су стигла појачања у ратним бродовима, америчка флота на Пацифику поново је могла да се мери са јапанском Главна америчка база у том делу Пацифика било је острво Еспириту Санто у Новим Хебридима.

### Савезнички планови
Застој у јапанском напредовању и јачање положаја савезника на мору, копну и у ваздуху створили су повољну ситуацију за савезнички противудар. Амерички Здружени одбор начелника генералштабова је 2. јула одлучио да предузме офанзиву на Рабаул (енгл. Operation Watchtower): пре тога требало је заузети Соломонова острва, североисточни део Нове Гвинеје, Нову Ирску и Нову Британију. Предвиђено је да се у првој етапи од Соломонових острва заузму острва Санта Крус, острвце Тулаги и суседна острва (у току припрема укључен је и Гвадалканал), у другој етапи требало је заузети преостала Соломонова острва и североисточни део Нове Гвинеје, а у трећој Нову Британију са Рабаулом и Нову Ирску.

## Битка

### Гвадалканал и Тулаги
После седмодневне авијацијске припреме, америчке десантне снаге од око 19.000 војника (23 транспортна и теретна брода, око 480 десантних бродова и чамаца) под заштитом 7 тешких и 1 лаке крстарице, 15 разарача и 5 минополагача, кренуле су из база на Новим Хебридима ка Гвадалканалу. Подршку тим снагама давали су 3 носача авиона, 1 бојни брод, 6 крстарица и 16 разарача. Америчке снаге пришле су неопажено и искрцале се 7. августа на Гвадалканал и Тулаги и наредног дана, до вечери сломиле јапански отпор на Тулагију.
Чим су сазнали за искрцавање Американаца, Јапанци су из Рабаула упутили ка Гвадалканалу флоту од 5 тешких и 2 лаке крстарице и 1 разарача, као и појачање у трупама на транспортним бродовима. Ноћу 8/9. августа јапански бродови напали су америчке код острва Саво и потопили 4 тешке крстарице; међутим, савезничким транспортним и десантним бродовима у зони искрцавања дозволили су да се неометано повуку. Решени да избаце Американце са са Гвадалканала, Јапанци су у осигурању дотура појачања, ангажовали готово целу 8. комбиновану поморску флоту, већи број подморница и 11. ваздухопловну армију. Пошто су сазнали за намере Јапанаца, и Американци су покренули своју флоту, па је 24-25. августа дошло до поморске битке код источних Соломонових острва, у којој су Јапанци изгубили 1 лаки носач авиона и 1 разарач, али су успели да на Гвадалканал искрцају појачања. Обе стране биле су веома упорне у даљем довлачењу појачања, па су се на Гвадалканалу и у околним водама развиле жестоке борбе. Ноћу 11/12. октобра дошло је до поморске битке код рта Есперанса, а 26-27. октобра код острва Санта Крус, али решење није постигнуто. У новембру обе стране настоје да изборе одлуку и упућују нова појачања на острво, што је 12-15. новембра довело до гвадалканалске битке, најтеже поморске битке вођене у овим водама, којом су Американци, упркос тешким губицима, одбили један од најтежих напада на гвадалканалски мостобран. Јапанци су и даље упорно покушавали да снабдевају своје трупе и да се одрже на острву. Али, и поред победе у ноћном боју код Тасафаронге 30. новембра/1. децембра, то им није успело. Најзад су Јапанци, због великих губитака, од 1. до 7. фебруара евакуисали разарачима своје преостале снаге са острва.
Тако су после шестомесечних борби и шест великих сукоба на мору, Американци овладали Гвадалканалом, учврстили се на источним Соломоновим острвима и створили услове за прелазак на другу етапу офанзиве, на заузимање централних и северних Соломонових острва и североисточног дела Нове Гвинеје. У борбама за Гвадалканал, од августа 1942. до фебруара 1943, Јапанци су изгубили 1 носач авиона, 2 бојна брода, 4 крстарице, 11 разарача, 6 подморница и знатан број транспортних бродова, а Американци 2 носача авиона, 8 крстарица, 14 разарача и већи број транспортних бродова. У борбама на копну Јапанци су имали око 25.000 погинулих и умрлих од епидемије, а Американци 2.000 погинулих и 4.500 рањених.

### Јапан у дефанзиви
Док су трајале борбе за Гвадалканал, Јапанска офанзива на Новој Гвинеји, према Порт Морзбију који су браниле јаке аустралијске снаге, успешно је заустављена у тешким борбама које су трајале од јула до септембра 1942; до почетка 1943. Јапанци су потиснути до луке Лај на Новој Гвинеји и утврдили се за одсудну одбрану на линији Лај - Рабаул (тзв. Бизмаркова линија), док су се Савезници припремали за противофанзиву у другој половини 1943. Приликом пребацивања јапанских појачања на Нову Гвинеју, дошло је почетком марта 1943. до битке у Бизмарковом мору, где су Јапанци претрпели знатне губитке. У северном Пацифику, америчке снаге су крајем јула 1943, после поморске битке код Командорских острва, успешно ослободиле Алеутска острва.
Док су Јапанци успешно заустављени у јужном и југозападном Пацифику, који су браниле америчке снаге, на источној страни пацифичког ратишта, који су браниле британске снаге, ситуација је за савезнике била знатно лошија. Британска офанзива у Бурми (од 21. септембра 1942. до средине маја 1943) заустављена је без већих резултата, а покушај поновног отварања Бурманског пута, којим је Кинезима (куомитаншкој армији под командом Чанг Кај Шека) дотурана савезничка помоћ, није успео. У Индијском океану господариле су немачке и јапанске подморнице, које су током 1942. потопиле 205 савезничких бродова са око 700.000 БРТ. У Кини су се јапанске снаге (око милион војника у Манџурији и окупираним лукама) од почетка рата са западним Савезницима (7. децембра 1941) држале у дефанзиви: почетком 1943. кренуле су у офанзиву дуж Јангцекјанга на Чунг-Чинг, привремену престоницу кинеске владе. Јапанска офанзива заустављена је крајем маја 1943, уз велику помоћ Савезника који су авионским транспортима преко Хималаја успели да дотуре Кинезима 500 авиона и око 400 тона муниције месечно, а образовали су у Кини савезничку 14. ваздухопловну армију. Јапанске снаге су од средине 1943. поново биле у дефанзиви, што је кинеска влада искористила да настави грађански рат против комунистичке Кинеске народне армије Мао Це Тунга.
У другој половини 1943. почела је савезничка офанзива на Пацифику, док су се Јапанци у Азији и на Пацифику нашли у дефанзиви. Јапанска команда није извукла поуке из дотадашњих савезничких победа на Новој Гвинеји и Соломоновим острвима, већ је одлучила да брани све освојене територије, не водећи рачуна о јако издуженим и рањивим линијама снабдевања, које је било све теже бранити. Јапанска упорност успоравала је савезничко напредовање, али је изазвала огромне губитке јапанске војске и морнарице.

### Централна и северна Соломонова острва
Док су трајале борбе за Гвадалканал, Јапанци су на централним и северним Соломоновим острвима изградили поморске и ваздухопловне базе, у намери да их одсудно бране, а гарнизон у Рабаулу на Новој Британији појачали на 100.000 људи. Због тога су Американци одустали од првобитног плана да у трећој фази своје офанзиве према северу на десном крилу ратишта заузму Рабаул (енгл. Operation Watchtower) и ограничили су се на заузимање преосталих Соломонових острва, као и острва Вудларк (енгл. Woodlark Island) и Киривина (енгл. Kiriwina) између Нове Гвинеје и Соломонових острва и западног дела Нове Британије. Истовремено је на левом крилу ратишта требало наставити офанзиву на Новој Гвинеји и освојити Гилбертова острва. 
Освајање централних Соломонових острва Американци су започели искрцавањем на острвску групу Нова Џорџија (енгл. New Georgia) 30. јуна 1943. Истог дана искрцали су се и без отпора заузели острва Киривина и Вудларк, као и залив Насау (енгл. Nassau Bay) на источној обали Нове Гвинеје. Борбе за Нову Џорџију потрајале су све до краја августа: у поморским биткама у заливи Кула, код острва Коломбангаре и у заливу Вела у јулу и августу Американци су успевали да спрече слање јачих појачања на угрожена подручја. Јапанци су очекивали наредни амерички десант на на острву Коломбангара у Соломоновим острвима, али су Американци обишли то острво и 15. августа искрцали се на Велу Лавелу, нешто више према северозападу. Та тактика прескакања (енгл. leap-frogging) јапанских упоришта, први пут примењена у борби за Соломонова острва, постала је општа карактеристика америчких операција у даљем току рата на Пацифику и знатно је допринела бржој победи над Јапаном. Борбе за Велу Лавелу трајале су до почетка октобра, а завршиле су се поморском битком код северне обале овог острва, када су амерички разарачи безуспешно покушали да спрече евакуацију јапанских трупа. Дотле су Американци заузели и друга оближња острва, укључујући Санта Изабелу и Коломбангару, са којих су се Јапанци повукли без борбе.

### Бугенвил
За то време, на левом крилу савезничке офанзиве, Јапанци су до средине септембра 1943. изгубили Лај и Саламауу на Новој Гвинеји и повукли се на полуострво Хуон, насупрот Новој Британији, чији је већи део ослобођен наредног месеца.
Потом је тежиште савезничких операција поново пренето на десно крило: припремајући се да заузму последњи део соломонових острва, првенствено Бугенвил, и продру у Бизмарково море, Американци су почели интензивно да бомбардују Рабаул и суседна острва, како би неутралисали јапанске ваздухопловне и поморске снаге. Крајем октобра 1943. заузели су острва Моно и Шоазел (енгл. Choiseul), а 1. новембра су се искрцали на западну обалу Бугенвила. Приликом покушаја да нападне амерички мостобран, ноћу 1/2. новембра јапански здружени одред (2 тешке, 2 лаке крстарице и 6 разарача) био је поражен у Заливу царице Августе (енгл. Empress Augusta Bay). До краја 1943. Американци су се толико на Бугенвилу проширили да су могли саградити аеродром за дејство бомбардера и ловаца против Рабаула.